# Tipula (Acutipula) nevada
Tipula (Acutipula) nevada is een tweevleugelige uit de familie langpootmuggen (Tipulidae). De soort komt voor in het Palearctisch gebied.